# 东干骑兵团
东干骑兵团是指时值俄罗斯内战时期在中亚地区成立的以东干人为主体的红军队伍，由各东干乡庄赤卫队组建而成。组建者即首任团长为马三奇。该骑兵团的前身为第三国际穆斯林独立营，成立于1920年2月14日，1920年11月改名为东干骑兵团。骑兵团参与了七河省战役、奥伦堡战役和费尔干纳战役。1922年6月，东干骑兵团奉命解散。